# Väderöarna
As Väderöarna (literalmente: As Ilhas Väder) são um arquipélago de 365 ilhas e recifes rochosos, localizados no estreito do Escagerraque, a 15 km da localidade sueca de Fjällbacka na terra firme da província histórica da Bohuslän.

Hoje em dia, estas ilhas são uma atração turística e um importante santuário de aves marinhas e de focas.

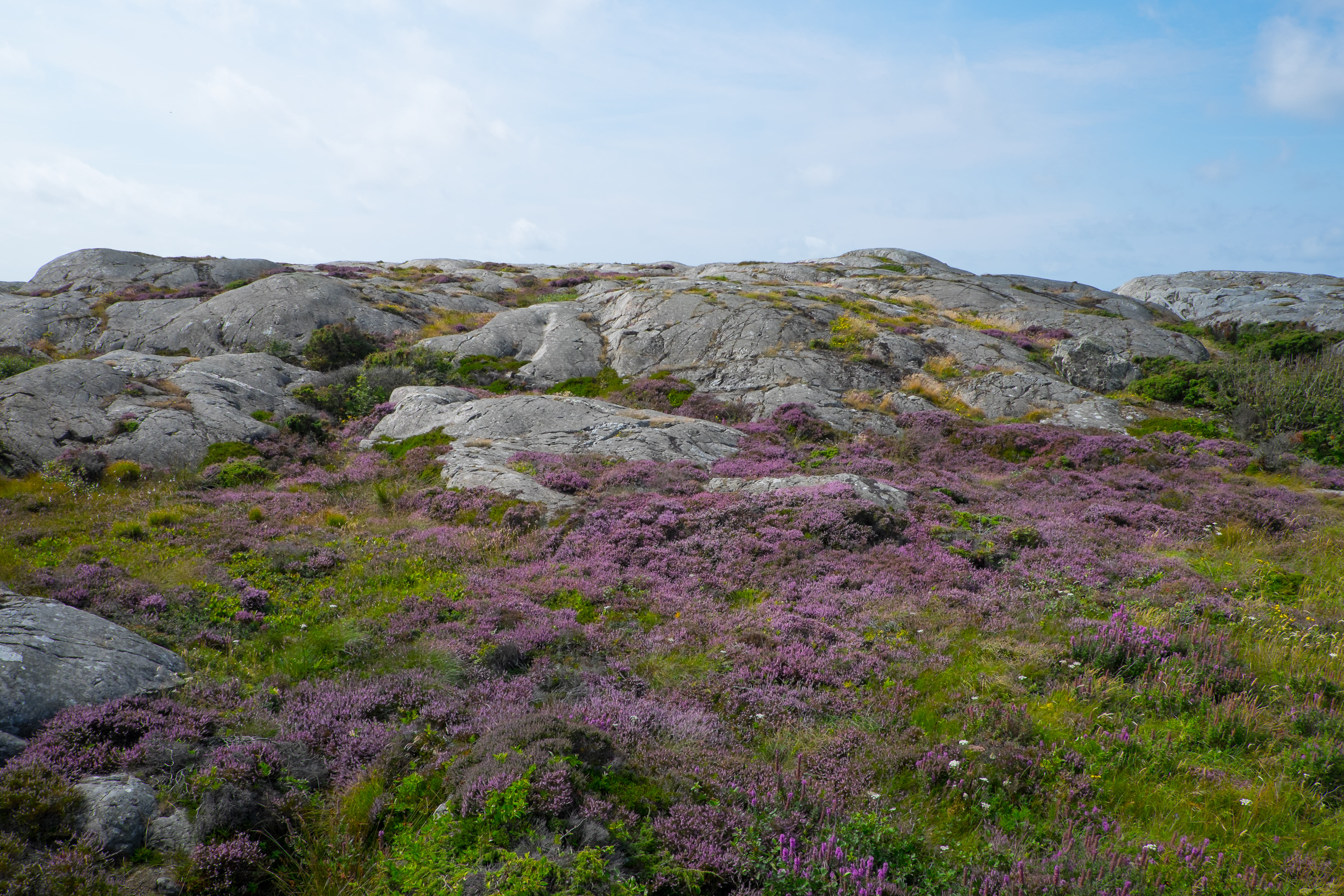